# Ingerid Vardund

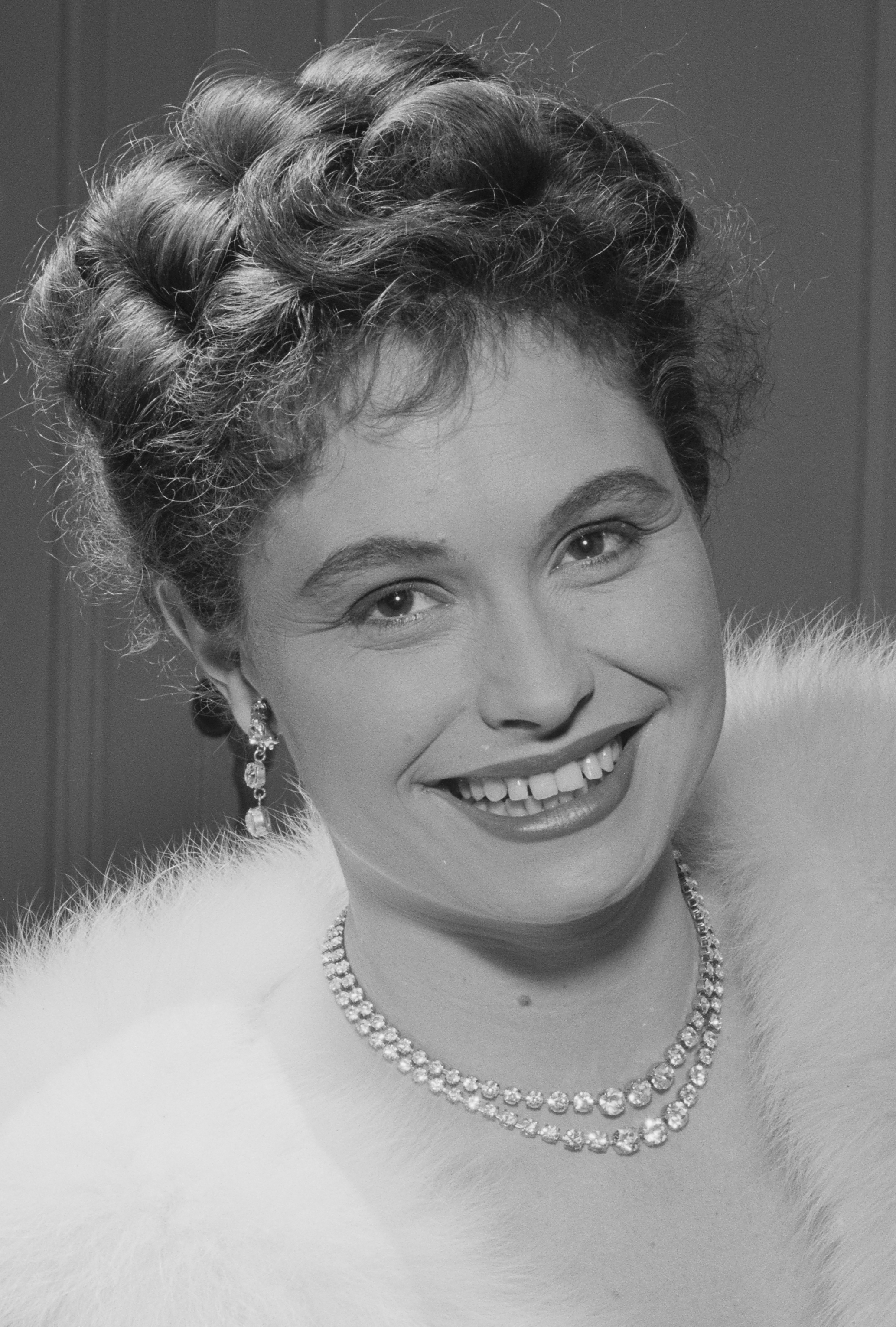
Ingerid Vardund, 1955

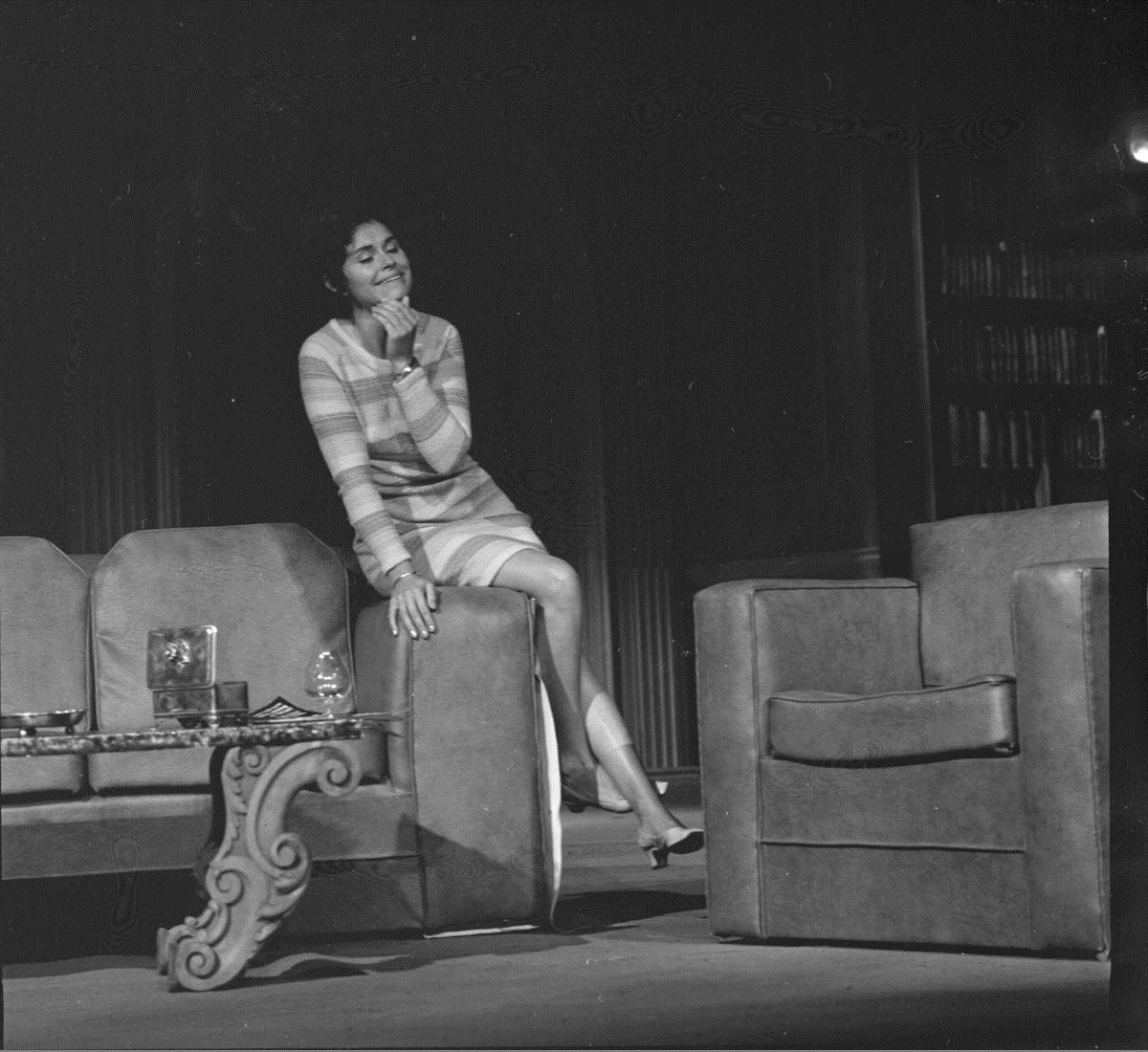
Ingerid Vardund 1967 bei einem Auftritt im Nationaltheatret in Oslo

Ingerid Vardund (* 24. April 1927 in Oslo; † 25. Dezember 2006 ebenda) war eine norwegische Schauspielerin.
Vardund war in Norwegen vor allem durch die Kinoproduktion Jentespranget aus dem Jahr 1973 und die Unterhaltungsserie Hjemme hos oss aus den 1980er Jahren bekannt. Für das erstgenannte Filmdrama des Regisseurs Knud Leif Thomsen wurde Vardund im selben Jahr mit dem Darstellerpreis auf dem Internationalen Filmfestival Moskau ausgezeichnet.
Vardund hatte ihr Bühnendebüt 1947 in Chat Noir, und ihr Filmdebüt fünf Jahre später mit Andrine og Kjell. 1984 erhielt sie den Per-Aabel-Ehrenpreis. 1971 war sie als Nora in Nora oder ein Puppenheim mit dem Nationaltheatret auf Japantournee. Sie spielte in einer Reihe Filme mit und war von 1958 bis 1993 am Nationaltheater angestellt. Von 1950 bis 1956 war sie mit dem Schauspieler Carsten Byhring verheiratet.

## Filmografie (Auswahl)
- 1953: Die Liebenden vom Gulbrandstal (Ingen mans kvinna)
- 1955: Hjem går vi ikke
- 1959: 5 loddrett
- 1960: Der Kampf um den Adlerfels (Venner)
- 1961: Sønner av Norge
- 1963: Elskere
- 1966: Falne engler
- 1968: Den røde pimpernell (Miniserie)
- 1971: Samfunnets støtter (Fernsehserie)
- 1973: Jentespranget
- 1974: Bortreist på ubestemt tid
- 1975: Fru Inger til Østråt
- 1979–1980: Hjemme hos oss (Fernsehserie)
- 1987: Der Fall Feldmann (Feldmann saken)
- 1993: Mot i brøstet (Fernsehserie)
- 1995: I de beste familier
- 1995: Hører du ikke hva jeg sier!

## Auszeichnungen (Auswahl)
- 1984: Per Aabels Ehrenpreis (Per Aabels ærespris)
- 1976: Aamot-Statue (Aamot-statuetten)